# أيزو 31

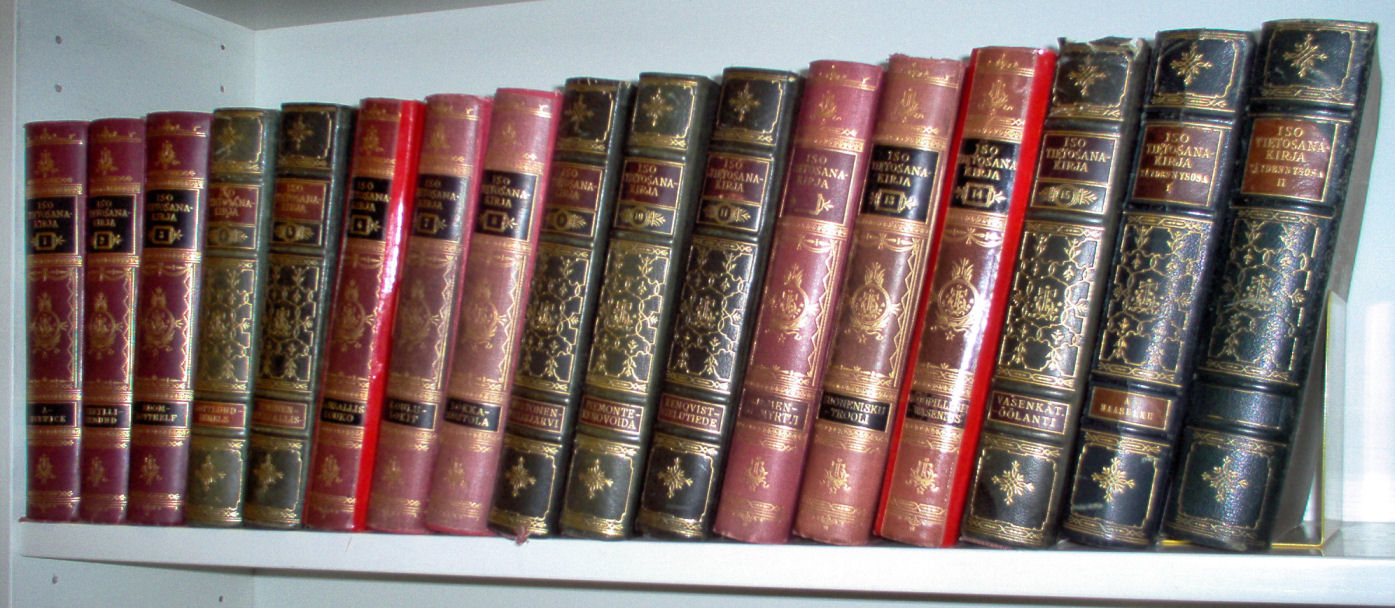

أيزو 31 هو معيار دولي كان الدليل الأكثر احتراما على نطاق واسع للحصول على نمط استخدام الكميات الفيزيائية ووحدات القياس، والصيغ التي تنطوي عليها، في الوثائق العلمية والتعليمية في جميع أنحاء العالم. وفي معظم البلدان، والرموز المستخدمة في الرياضيات والعلوم الكتب المدرسية في المدارس والجامعات تتابع عن كثب المبادئ التوجيهية التي قدمها الأيزو 31. حل محلها الآن النظام المنسق لالأيزو / IEC 80000 المعيار.

## وصلات خارجية
- الفيزياء